# Bidaragoodu, Nanjangud
Bidaragoodu là một làng thuộc tehsil Nanjangud, huyện Mysore, bang Karnataka, Ấn Độ.